# Patson Daka
Patson Daka (sinh ngày 9 tháng 10 năm 1998) là cầu thủ bóng đá chuyên nghiệp người Zambia hiện đang thi đấu cho câu lạc bộ Leicester City tại giải Ngoại hạng Anh và đội tuyển bóng đá quốc gia Zambia ở vị trí tiền đạo. Anh nổi lên như một tài năng trẻ sáng giá với 24 bàn thắng sau 31 trận đấu tại giải VĐQG Áo 2019/20.

## Sự nghiệp câu lạc bộ

### Sự nghiệp cầu thủ trẻ
Daka bắt đầu sự nghiệp trẻ của mình tại câu lạc bộ quê nhà Kafue Celtic. Vào mùa hè năm 2014, Daka gia nhập Nchanga Rangers dưới dạng cho mượn một năm. Sau đó anh được Power Dynamos mượn vào mùa hè năm 2015. Tại đây anh ghi 12 bàn và trở thành cầu thủ có nhiều bàn thắng nhất của câu lạc bộ. Sau đó anh chuyển đến Áo để gia nhập câu lạc bộ Liefering theo dạng cho mượn từ Kafue Celtic, tại đây anh chơi 27 trận và ghi được 6 bàn

### Red Bull Salzburg
Daka ký hợp đồng với Red Bull Salzburg vào năm 2017.Anh ấy đã giúp câu lạc bộ vô địch UEFA Youth League , ghi hai bàn sau hai trận.Vào ngày 27 tháng 11 năm 2019, Daka ghi bàn vào lưới Genk tại UEFA Champions League 2019–20 , trở thành cầu thủ Zambia đầu tiên ghi bàn ở vòng bảng của giải đấu này
Vào ngày 21 tháng 5 năm 2021,Daka đạt danh hiệu cầu thủ xuất sắc nhất Giải bóng đá vô địch quốc gia Áo sau khi anh ghi 27 bàn sau 28 trận qua đó giúp câu lạc bộ vô địch lần thứ tư liên tiếp.

### Leicester City
Vào ngày 30 tháng 6 năm 2021, Daka gia nhập Leicester City với một bản hợp đồng có thời hạn 5 năm. Daka có trận ra mắt câu lạc bộ khi vào sân từ băng ghế dự bị trong chiến thắng trước đương kim vô địch Premier League Manchester City tại FA Community Shield vào ngày 7 tháng 8.Vào ngày 23 tháng 8, Daka có trận ra mắt tại Premier League khi vào sân thay Harvey Barnes trong trận thua 4–1 trước West Ham United.Vào ngày 16 tháng 10, anh ghi bàn thắng đầu tiên cho Leicester City trong chiến thắng 4–2 trước Manchester United tại Sân vận động King Power.Vào ngày 20 tháng 10,anh ghi một cú Poker trong chiến thắng 4-3 trước Spartak Moscow tại UEFA Europa League 2021–22 qua đó trở thành cầu thủ Leicester đầu tiên ghi được 4 bàn trong một trận đấu kể từ năm 1958.Vào ngày 25 tháng 11 năm 2021, Daka trở thành tay săn bàn hàng đầu mọi thời đại của Leicester ở giải đấu châu Âu sau khi ghi bàn trong chiến thắng 3–1 trước Legia Warsaw tại Europa League.

## Sự nghiệp quốc tế
Daka đã có trận ra mắt ĐTQG Zambia trong chiến thắng 2–0 trước Malawi vào ngày 10 tháng 5 năm 2015. Anh là Cầu thủ trẻ xuất sắc nhất năm 2017 của CAF.

#### Bàn thắng quốc tế
Bàn thắng và kết quả của Zambia được để trước.
| #  | Ngày                 | Địa điểm                                                      | Đối thủ        | Bàn thắng | Kết quả | Giải đấu                 |
| -- | -------------------- | ------------------------------------------------------------- | -------------- | --------- | ------- | ------------------------ |
| 1. | 5 tháng 9 năm 2017   | Sân vận động Mohamed Hamlaoui, Constantine, Algérie           | Algérie        | 1–0       | 1–0     | Vòng loại World Cup 2018 |
| 2. | 11 tháng 11 năm 2017 | Sân vận động Levy Mwanawasa, Ndola, Zambia                    | Cameroon       | 1–0       | 2–2     | Vòng loại World Cup 2018 |
| 3. | 19 tháng 11 năm 2019 | Sân vận động Anh hùng Quốc gia, Lusaka, Zambia                | Zimbabwe       | 1–1       | 1–2     | Vòng loại CAN 2021       |
| 4. | 25 tháng 3 năm 2021  | Sân vận động Anh hùng Quốc gia, Lusaka, Zambia                | Algérie        | 1–2       | 3–3     | Vòng loại CAN 2021       |
| 5. | 25 tháng 3 năm 2021  | Sân vận động Anh hùng Quốc gia, Lusaka, Zambia                | Algérie        | 3–3       | 3–3     | Vòng loại CAN 2021       |
| 6. | 29 tháng 3 năm 2021  | Sân vận động Thể thao Quốc gia, Harare, Zimbabwe              | Zimbabwe       | 1–0       | 2–0     | Vòng loại CAN 2021       |
| 7. | 29 tháng 3 năm 2021  | Sân vận động Thể thao Quốc gia, Harare, Zimbabwe              | Zimbabwe       | 2–0       | 2–0     | Vòng loại CAN 2021       |
| 8. | 13 tháng 11 năm 2021 | Sân vận động Anh hùng Quốc gia, Lusaka, Zambia                | Mauritanie     | 1–0       | 4–0     | Vòng loại World Cup 2022 |
| 9  | 3 tháng 6 năm 2022   | Sân vận động Yamoussoukro, Yamoussoukro, Bờ Biển Ngà          | Bờ Biển Ngà    | 1–3       | 1–3     | Vòng loại CAN 2023       |
| 10 | 26 tháng 3 năm 2023  | Sân vận động Dobsonville, Johannesburg, Nam Phi               | Lesotho        | 1–0       | 2–0     | Vòng loại CAN 2023       |
| 11 | 26 tháng 3 năm 2023  | Sân vận động Dobsonville, Johannesburg, Nam Phi               | Lesotho        | 2–0       | 2–0     | Vòng loại CAN 2023       |
| 12 | 17 tháng 6 năm 2023  | Sân vận động Levy Mwanawasa, Ndola, Zambia                    | Bờ Biển Ngà    | 2–0       | 3–0     | Vòng loại CAN 2023       |
| 13 | 9 tháng 9 năm 2023   | Sân vận động Omnisports de Malouzini, Moroni, Comoros         | Comoros        | 1–1       | 1–1     | Vòng loại CAN 2023       |
| 14 | 17 tháng 10 năm 2023 | Sân vận động Câu lạc bộ Thể thao Al Hamriya, Al Hamriyah, UAE | Uganda         | 1–0       | 3–0     | Giao hữu                 |
| 15 | 17 tháng 10 năm 2023 | Sân vận động Câu lạc bộ Thể thao Al Hamriya, Al Hamriyah, UAE | Uganda         | 3–0       | 3–0     | Giao hữu                 |
| 16 | 17 tháng 11 năm 2023 | Sân vận động Levy Mwanawasa, Ndola, Zambia                    | Cộng hòa Congo | 1–0       | 4–2     | Vòng loại World Cup 2026 |
| 17 | 17 tháng 11 năm 2023 | Sân vận động Levy Mwanawasa, Ndola, Zambia                    | Cộng hòa Congo | 4–2       | 4–2     | Vòng loại World Cup 2026 |
| 18 | 21 tháng 11 năm 2023 | Sân vận động Marrakech, Marrakesh, Maroc                      | Niger          | 1–2       | 1–2     | Vòng loại World Cup 2026 |

## Danh hiệu
Red Bull Salzburg Youth
- UEFA Youth League: 2016–17[6]

Red Bull Salzburg
- Austrian Bundesliga: 2017–18, 2018–19, 2019–20, 2020–21
- Austrian Cup: 2018–19, 2019–20, 2020–21

Leicester City
- FA Community Shield: 2021[8]
- EFL Championship: 2023–24[9]

Zambia U20
- Africa U-20 Cup of Nations: 2017
- COSAFA U-20 Cup: 2016[10]